# Fristads folkhögskola
Fristads folkhögskola ligger i Fristad i Borås kommun. Skolan drivs av Västra Götalandsregionen och erbjuder allmän utbildning på högstadie- och gymnasienivå, såväl som bland andra vävkurser, hälsolinje samt kurser för synskadade och för funktionsvariationer. Skolan grundades 1879 i Liared som "Elfsborgs läns folkhögskola". År 1923 flyttades skolan till Älvsborgs regementes före detta mötes- och lägerplats på Fristad hed i Fristad.